# Troglosiro ninqua
Troglosiro ninqua is een hooiwagen uit de familie Troglosironidae.